# Hostýnské vrchy
Hostýnské vrchy jsou plochá hornatina o rozloze 291 km² a střední výšce 506 m n. m. Jsou tvořeny flyšovými souvrstvími s vrcholky z godulských pískovců Hostýnsko-vsetínské hornatiny. Patří do vnějších Západních Karpat, do podcelku Západních Beskyd. Od Vsetínských vrchů jsou odděleny protékající Vsetínskou Bečvou. Značná část Hostýnských vrchů je zalesněna. Nejvyšším vrcholem je Kelčský Javorník (864 m n. m.). Dalším významným vrcholem je Hostýn (736 m n. m.) s bazilikou Nanebevzetí Panny Marie, který je nejvýznamnějším poutním místem mariánského kultu v České republice a pohoří dal jméno.
Z hlediska geologické stavby náleží oblast Hostýnských vrchů ke karpatské soustavě. Skládá se z několika dílčích pásem, která jsou na vnější straně lemovaná pruhem vněkarpatských sníženin. Součástí těchto sníženin jsou Moravská brána a Hornomoravský úval. Horský oblouk Vnějších Západních Karpat je z převážně složen z mnohonásobně se střídajících vrstev pískovců, slepenců, jílovců, jílovitých, místy i vápenitých břidlic a slínovců.
V severním podhůří nedaleko Loučky leží vrch Stříbrná (480 m n. m.); v okolí Bystřice pod Hostýnem pak vrch Kozinec (479 m n. m.), vrchy Bedlina (456 m n. m.) a Chlum (419 m n. m.). Jihozápadním směrem se sklání Kelčská pahorkatina do Hornomoravského úvalu. Zde je povrch ještě plošší – Holešovská plošina. Severovýchodní část Hostýnských vrchů je poněkud nižší. Tato oblast je vymezena údolími Juhyně a Ratibořky. Rozsochy sestupují až k údolí Vsetínské Bečvy. Západní a jižní část Hostýnských vrchů se výrazně člení na pásma hřbetů, rozdělena údolími Juhyně, Moštěnky, Rusavy a Dřevnice na kratší úseky.
Nejvýraznější je pásmo severozápadní, kde také leží nejvyšší vrchol Hostýnských vrchů Kelčský Javorník (864 m n. m.). Severozápadní pásmo Hostýnských vrchů začíná Hradem (608 m n. m.) a pokračuje přes vrchol Kelčského Javorníku, součástí tohoto pásma je i Čerňava (844 m n. m.). Na západ od Čerňavy se nalézá puklinová jeskyně Smrdutá. Další úsek okrajového hřbetu leží mezi údolími Moštěnky a Rusavy. Zde leží bájná hora Hostýn (736 m n. m.). Pro jižní pásmo jsou typické velice úzké, často i skalnaté hřbety, jako je na východě ležící Drastihlava, Humenec, Ondřejovsko. Střední pásmo je odděleno severozápadního sedlem Tesáku (688 m n. m.).
Dne 29. června 1989 byl jako klidová oblast zřízen Přírodní park Hostýnské vrchy.

## Geologie
Podloží Hostýnských vrchů je vybudováno především z flyšových hornin račanské jednotky magurské skupiny příkrovů, v úzkém pruhu před čelem magurského příkrovu se vyskytují horniny předmagurské jednotky vnější skupiny příkrovů.

## Geomorfologie
Hostýnské vrchy jsou geomorfologickým podcelkem Hostýnsko-vsetínské hornatiny, která je geomorfologickým celkem Západních Beskyd. Ty jsou geomorfologickou oblastí Vnějších Západních Karpat, které jsou geomorfologickou subprovincií geomorfologické provincie Západní Karpaty. Ty jsou částí geomorfologického subsystému Karpat.
Hostýnské vrchy se dělí na čtyři geomorfologické okrsky:
- Rusavskou hornatinu
- Hošťálkovskou vrchovinu
- Liptálské hřbety
- Lukovskou vrchovinu.

## Hydrologie
Hostýnské vrchy jsou pramennou oblastí Dřevnice, Juhyně, Moštěnky a Rusavy, které jsou levostrannými přítoky Moravy.

## Průmysl

### Těžba dřeva
Díky vysoké lesnatosti (přes 50 %) území se zde nachází četné pily, např. v Ratiboři, Lukově, Liptále, atd.

### Nábytkářský průmysl
V roce 1861 postavil v Bystřici pod Hostýnem Michael Thonet továrnu na ohýbaný nábytek Thonet. Od roku 1953 byla továrna přejmenována na TON (Továrna ohýbaného nábytku). Byla to svého času největší továrna na ohýbaný nábytek na světě.

### Výroba dřevěného uhlí
Dřevěné uhlí se dosud (rok 2016) tradičně pálí v milířích (kopách) u obce Držková a v Rajnochovicích se vyrábí v pecích.

### Výroba skla
V roce 1785 byla v Držkové založena Františkem Schreinerem, sklářským mistrem z Rychnova založena skelná huť. Spolu s ním se přistěhovalo i asi dvacet německých rodin sklářů a dělníků. Výroba skla trvala však jen krátce, huť zanikla v roce 1793, protože bylo nutné suroviny nákladně dovážet.

### Výroba keramiky
Bystřice pod Hostýnem V roce 1790 byla otevřena výroba jemné kameniny. Po smrti majitele v roce 1804 výroba zanikla.
Rajnochovice Jeden z propuštěných dělníků, František Löbel s svým bratrem založil roku 1809 v Rajnochovicích továrnu na výrobu keramiky Steingutfabrik (Továrna na kameninové zboží). Provoz prosperoval a později byly zřízeny i další dílny v Bílové, Lázech, Mikulůvce a v Loukově. Továrna byla uzavřena v roce 1896, protože výrobkům z keramiky silně konkurovalo zboží z porcelánu či smaltovaného plechu.

### Výroba železa
Již od 17. století probíhala v Rajnochovicích pomocí hamrů výroba železa. Roku 1711 byla výroba obnovena a s přestávkami probíhala až do konce 18. století. V roce 1799 je uváděna vysoká pec a hamr. V 19. století výroba zanikla.

## Zemědělství
Tradičně zde převládal pasekářský způsob hospodaření, chov ovcí na pastvinách vymýcených v lese. Pastevci (bačové) přes léto bydleli v salaších. V kolibách se zpracovávalo ovčí mléko na sýr.
K osídlení vyšších poloh přispělo také pěstování brambor, které nejsou tak náročné jako obilí a snášejí vyšší nadmořskou výšku.
Časté bylo chování včel v klátech, vydlabaných dřevěných špalcích.

## Flóra
Lesy v Hostýnských vrších pokrývají 52 % území. Nyní se zde pěstují především monokultury smrku ztepilého (41 %), dále buk lesní (21 %), dub letní (10 %), borovice lesní (5 %) a jedle bělokorá (4 %). Přirozená skladba stromů je: buk lesní (59 %), jedle bělokorá (30 %) a dub letní (7 %). Místy se vyskytují přirozené bukové a jedlobukové porosty (např.: Kelčský Javorník, Vela, Ondřejovsko).

## Klima a vegetační stupňovitost
Hostýnské vrchy náleží do mírně teplé až chladné klimatické oblasti.
Oblast leží ve 3. – 5. vegetačním stupni, s maximální rozlohou ve 4. stupni
Průměrné roční teploty jsou 6,7 – 8,7 °C, souhrnné roční srážky činí 646 – 1100 mm, délka vegetační doby je 140 – 173 dní.

## Fauna
V Hostýnských vrších bylo zjištěno 105 druhů měkkýšů: 85 druhů suchozemských plžů, 13 druhů sladkovodních plžů a 7 druhů mlžů.

## Ochrana přírody
Na území Hostýnských vrchů se nachází přírodní park Hostýnské vrchy o celkové rozloze 20 400 ha. Kroměřížská část na ploše 9 800 ha byla vyhlášena jako oblast klidu v roce1989, přehlášena na přírodní park v roce 1995. Zlínská část na ploše 10 600 ha byla vyhlášena v roce 1993.

### Maloplošná chráněná území
Na území Hostýnských vrchů se nachází následující maloplošná zvláště chráněná území:
- PR Čerňava
- PR Dubcová
- PR Kelčský Javorník
- PR Obřany
- PR Sochová
- PR Smrdutá
- PR Tesák
- PP Bečevná
- PP Bernátka
- PP Bezedník
- PP Bzová
- PP Holíkova rezervace
- PP Chladná dolina
- PP Jalovcová louka
- PP Jarcovská kula
- PP Králky
- PP Křížový
- PP Na Jančích
- PP Ondřejovsko
- PP Orlí hnízdo
- PP Pivovařiska
- PP Pod Kozincem
- PP Semetín – lesní prameniště
- PP Semetín – luční prameniště
- PP Skalka-Polomsko
- PP Skály
- PP Stráň
- PP Vela
- PP Vřesoviště Bílová
- PP Zbrankova stráň

### Chráněná území soustavy Natura 2000
Na území Hostýnských vrchů se nachází 9 chráněných území soustavy Natura 2000, jedna Ptačí oblast (PO) a 8 Evropsky významných lokalit (EVL).
- PO Hostýnské vrchy
- EVL Hostýnské vrchy
- EVL Chvalčov
- EVL Nad Kašavou
- EVL Ondřejovsko
- EVL Rusava – Hořansko
- EVL Rusava-kostel
- EVL Semetín
- EVL Velká Vela

## Turistické zajímavosti

### Hrady
- Hrádek u Přílep – dochovány terénní stopy po opevnění.
- Chlum nad Bílavskem – hrad z konce 13. stol., zničen za česko-uherských válek v 70. letech 15. stol., dochovány terénní pozůstatky.
- Křídlo – zřícenina hradu z počátku 14. stol., byl zničen v 70. letech 15. stol. vojsky Matyáše Korvína.
- Hrad Loučka – terénní pozůstatky hradu ze 13. – 14. století.
- Hrad Lukov – zřícenina gotického hradu.
- Nový Šaumburk – terénní pozůstatky hradu z 2. pol. 14. stol.
- Obřany – zřícenina gotického hradu.
- Skalný – nejvýše položený hrad na Moravě (709 m n. m.), ze 2. pol. 14. stol.
- Šaumburk – zřícenina hradu z 2. pol. 13. stol.

### Zámky
- Zámek Bystřice pod Hostýnem – původně renesanční zámek z 2. pol. 16. stol. na místě starší tvrze, nyní v barokně-klasicistním slohu s anglickým parkem.
- Zámek Holešov – původně gotická tvrz přestavěná na renesanční zámek, ten pak přestavěn barokně, s rozsáhlým francouzským parkem.
- Hošťálková – zámek v empírovém slohu z roku 1844 s rozsáhlým parkem.
- Zámek Loučka – původně renesanční tvrz, v roce 1720 přestavěna na barokní zámeček, který byl v roce 1803 přestavěn v klasicistním slohu.
- Liptál – barokní zámek z konce 17. stol., přestavěn v empírovém slohu.
- Přílepy – renesanční zámek z roku 1603 na místě starší tvrze, v roce 1883 přestavěn novorenesančně.

### Další turistické zajímavosti
- Hostýn – významné mariánské poutní místo s bazilikou Nanebevzetí Panny Marie, dříve rozlehlé pravěké hradiště a keltské oppidum laténské kultury.
- Muzeum dřevěného porculánu v Držkové – muzeum tradičních salašnických staveb a dřevěných výrobků.
- Arcibiskupská lesní železnice v Rajnochovicích – úzkorozchodná trať používaná v letech 1906–1921 k přepravě vytěženého dřeva.
- Splavovací nádrže (klauzy) v Rajnochovicích.
- Muzeum Rusava – Památník obce – muzeum tradičních valašských předmětů.
- Šachova synagoga v Holešově, tzv. polský typ synagogy postavené v roce 1560, přestavěné v roce 1725.
- Židovský hřbitov v Holešově – byl založen v 2. polovině 15. stol., dochovalo se na něm přes 1 500 náhrobních kamenů ('macev').

## Literární zajímavosti
V západní části Hostýnských vrchů, zejména v okolí Rusavy, se odehrává převážná část děje knihy Rok ztraceného hřebce od Věry Mertlíkové.

## Fotogalerie

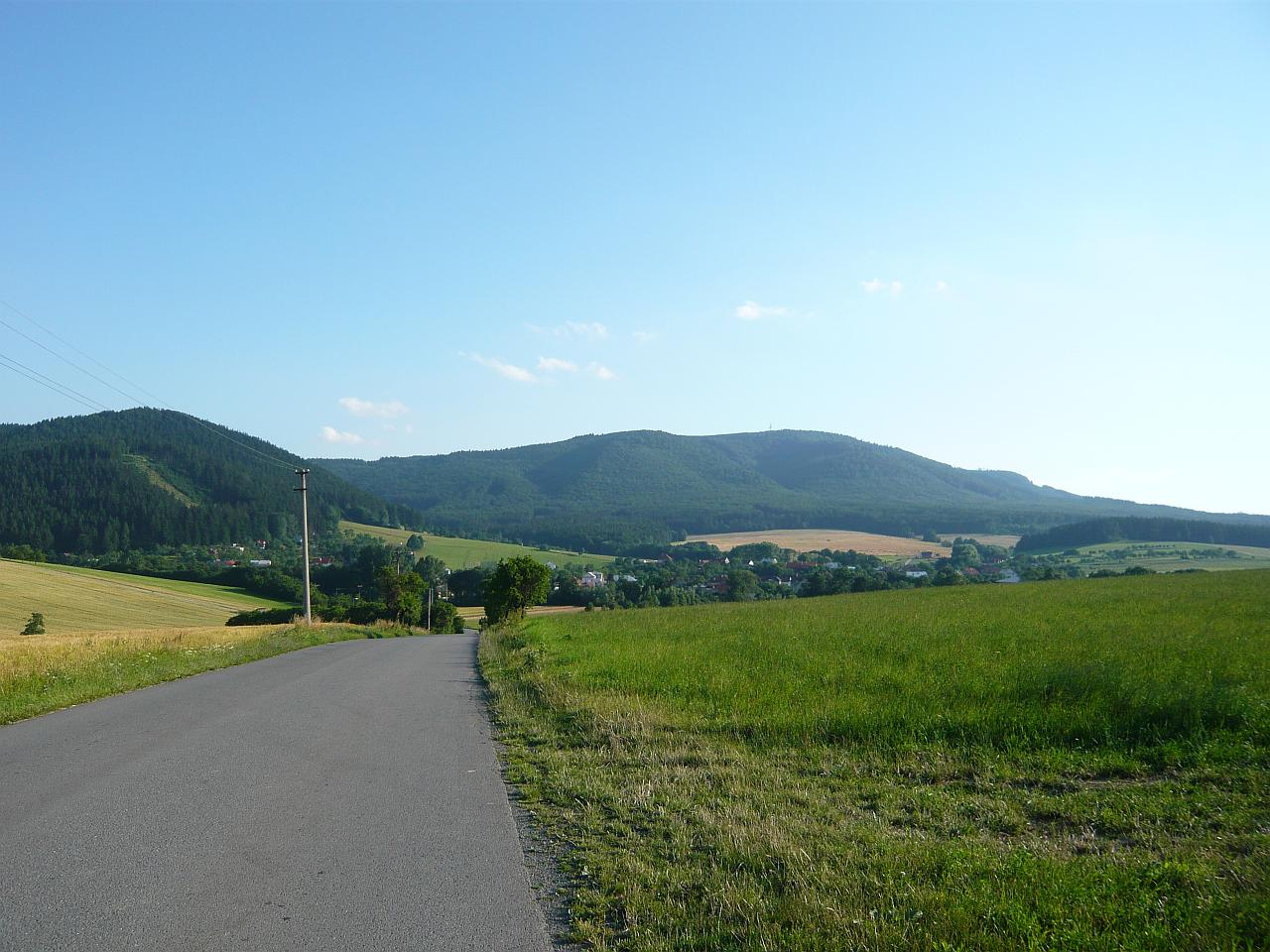
Kelčský javorník
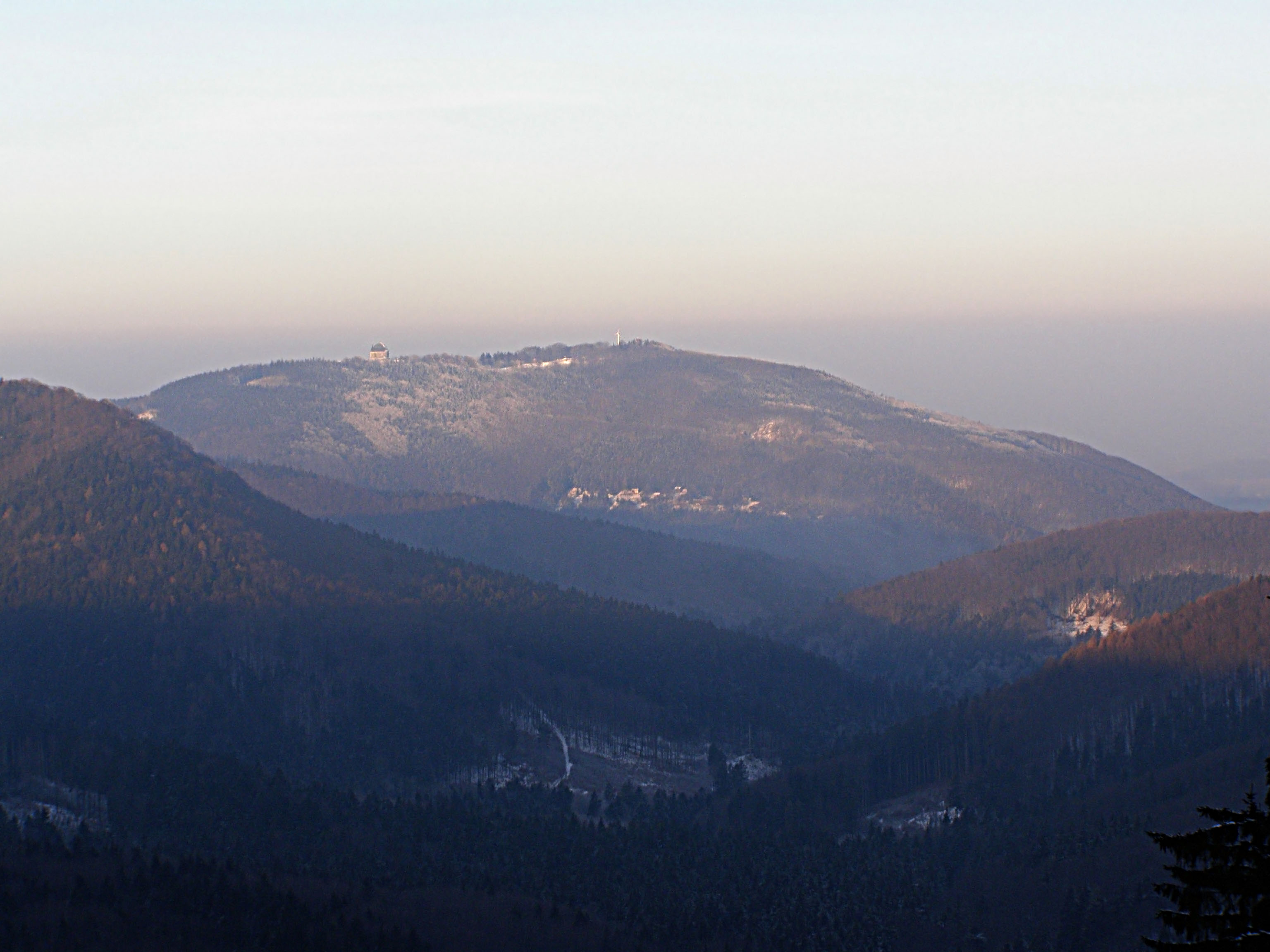
Hostýn, pohled na východní stranu z úbočí Kyčery
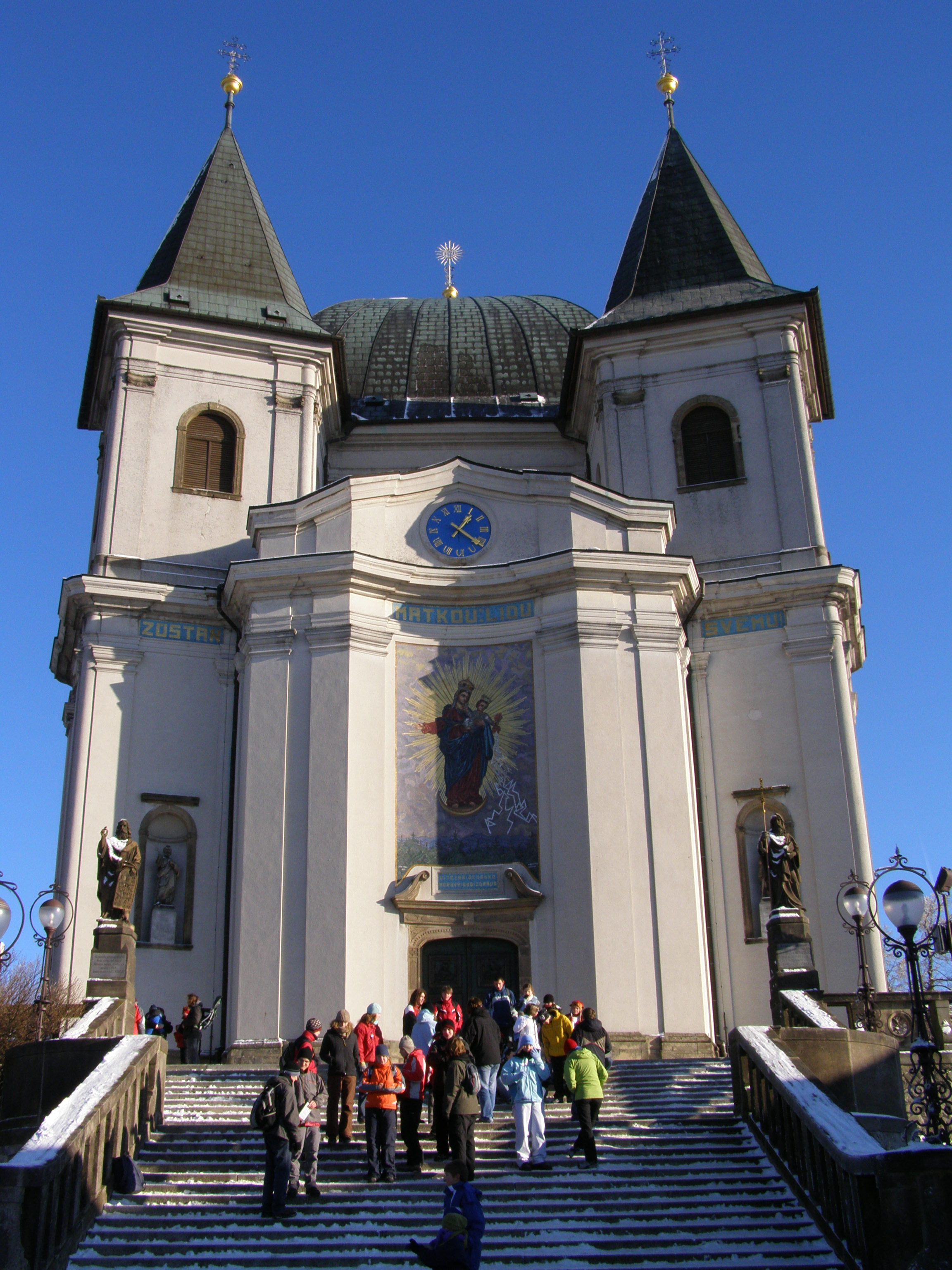
Hostýnská bazilika
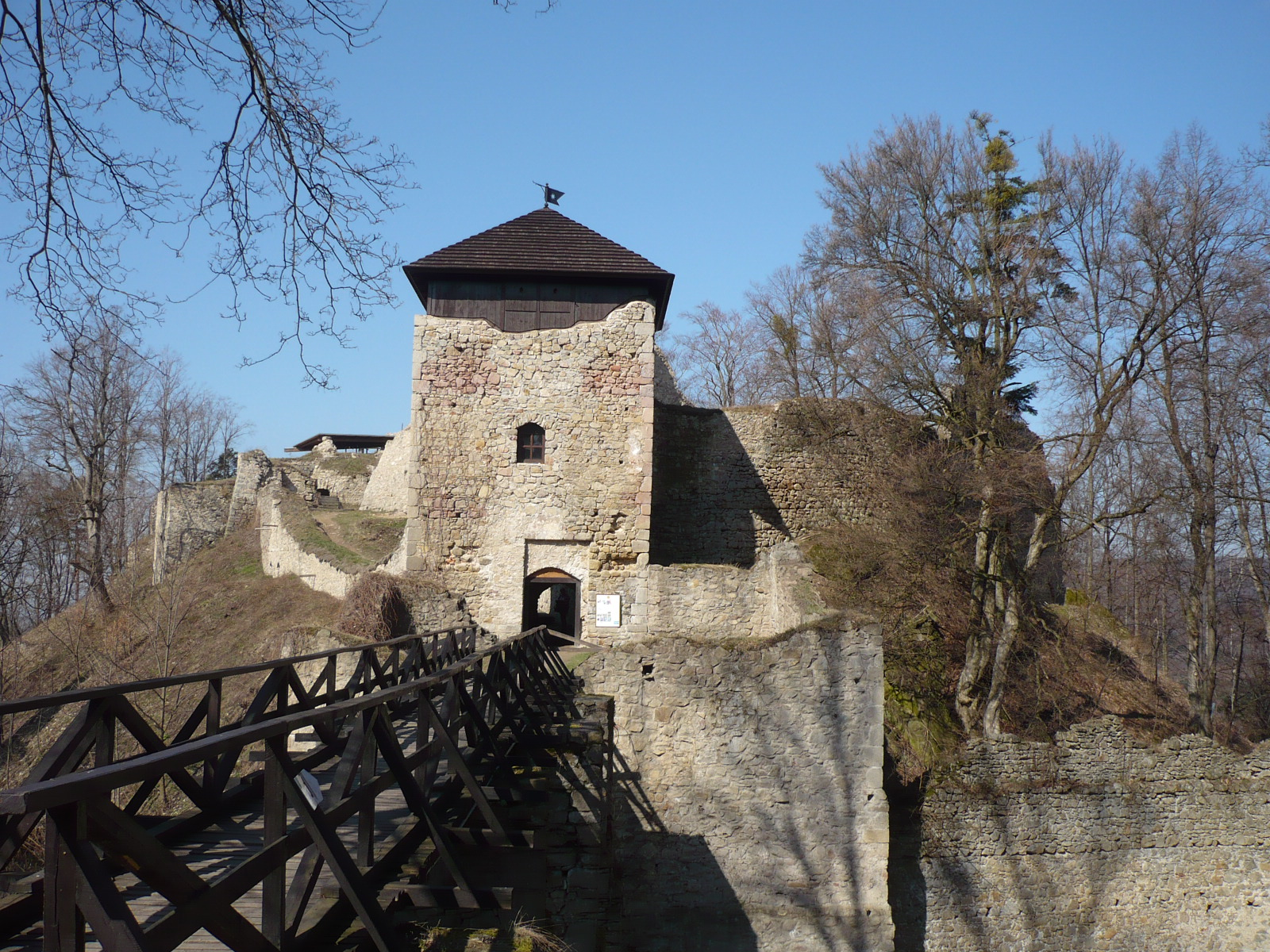
Zřícenina hradu Lukov
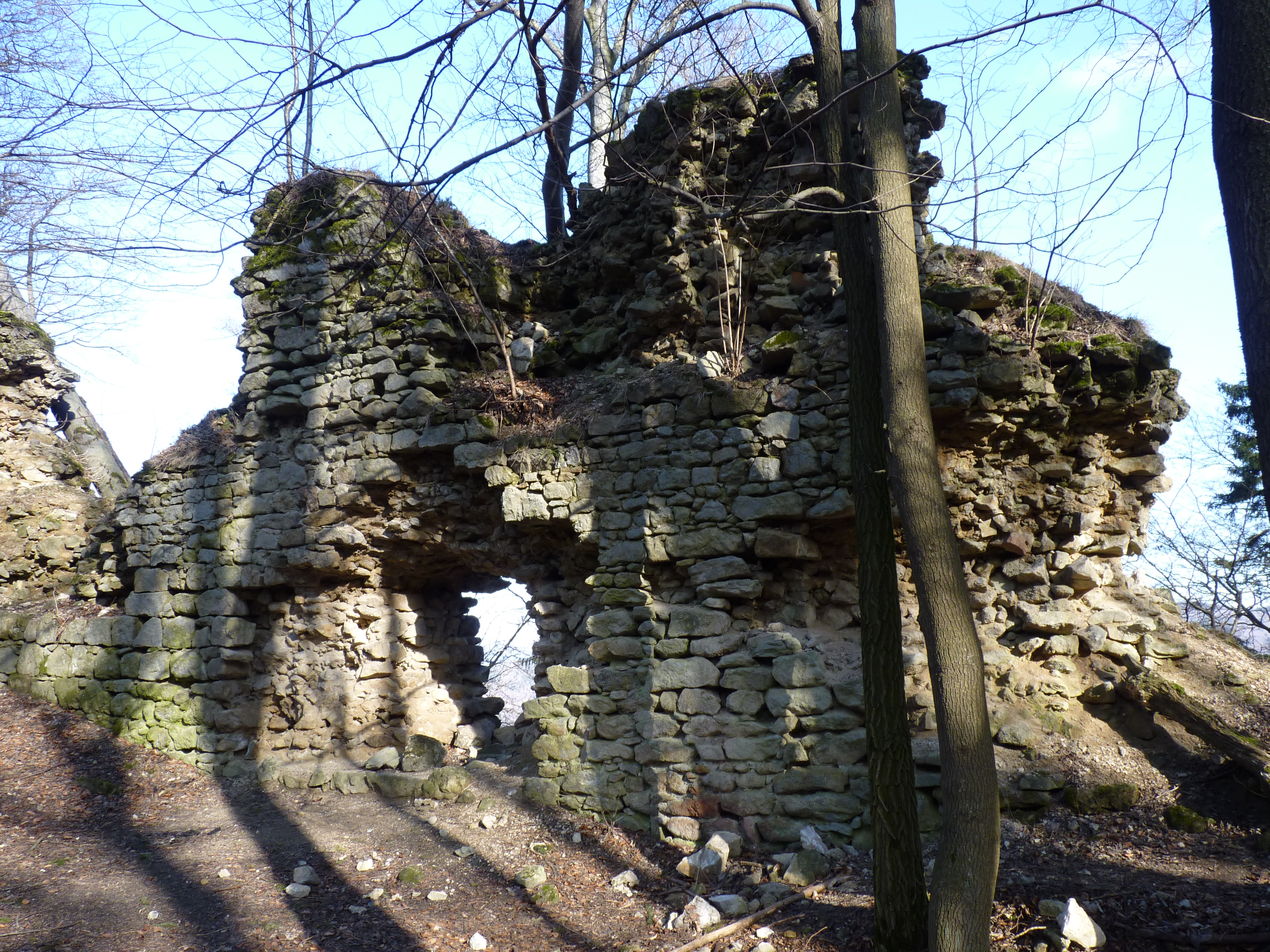
Zřícenina hradu Obřany
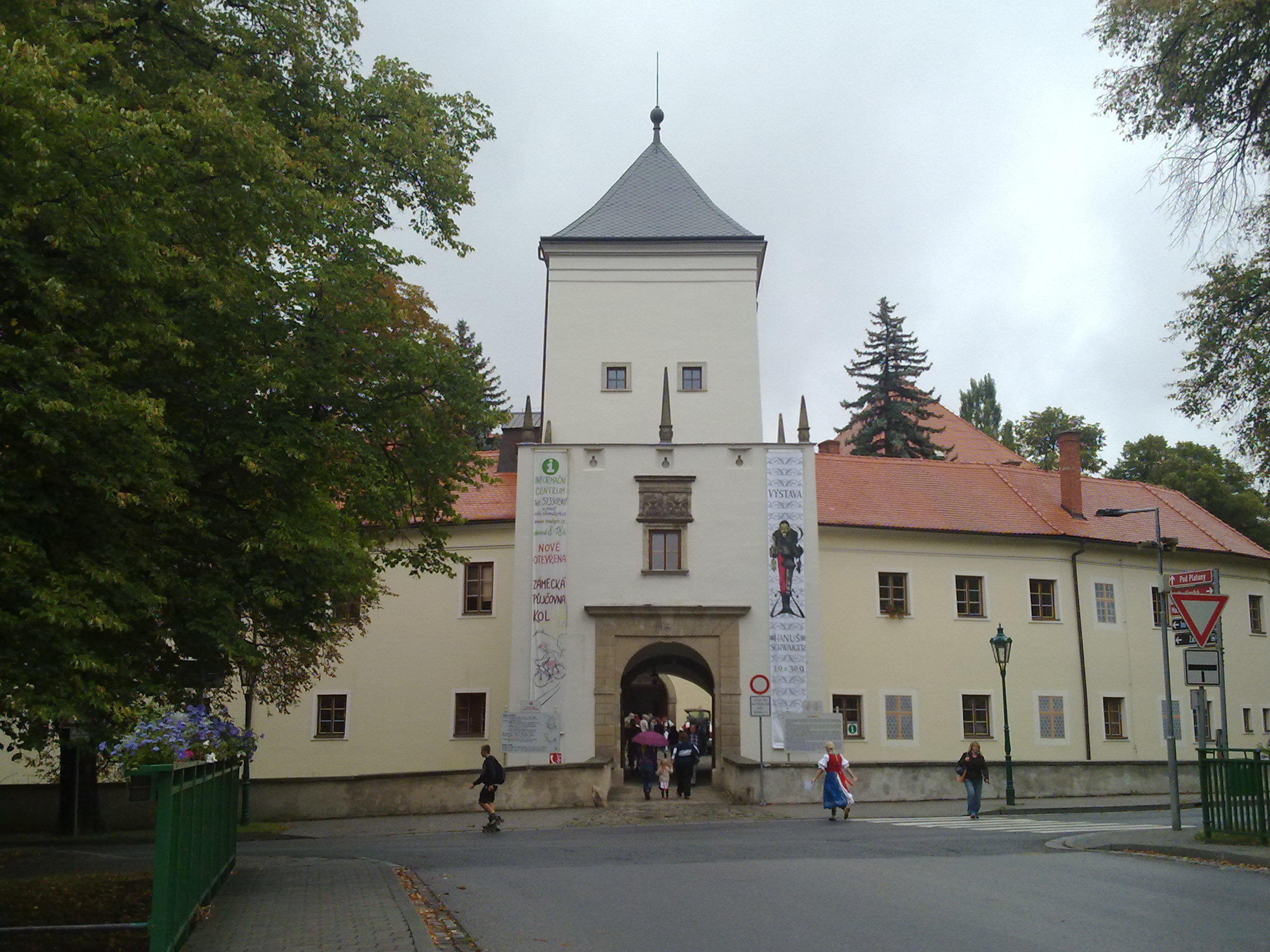
Zámek Bystřice pod Hostýnem
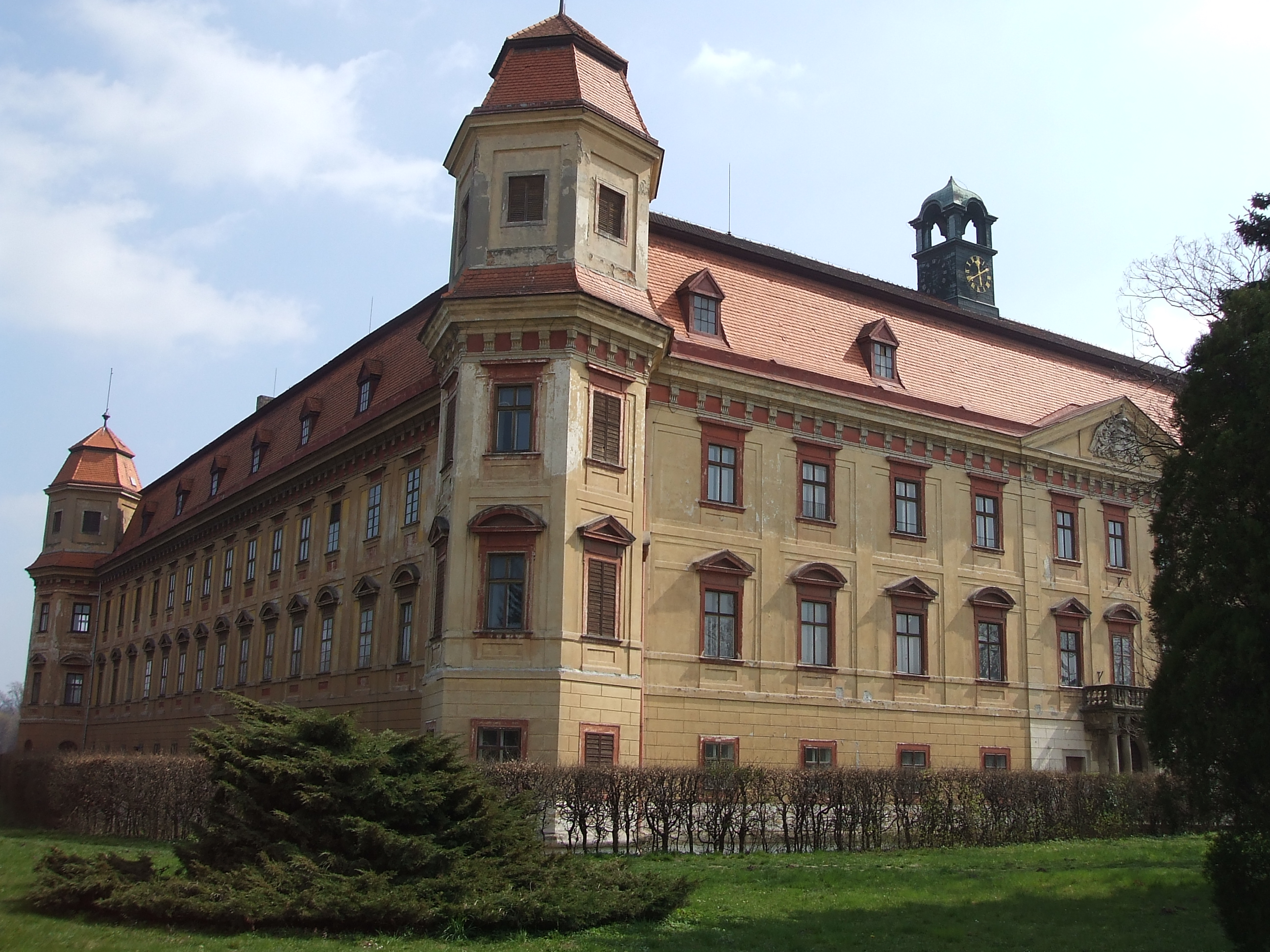
Zámek Holešov
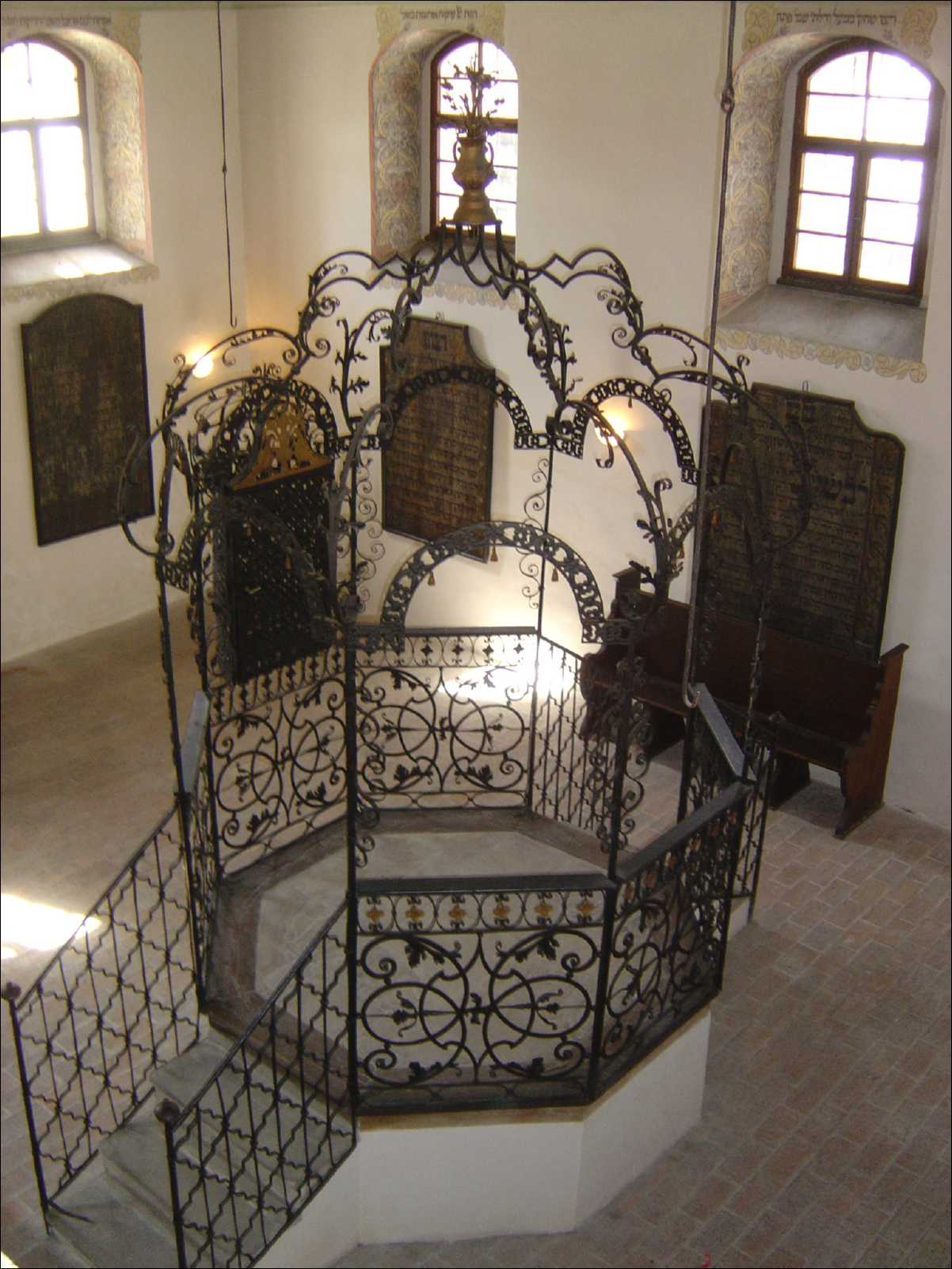
Šachova synagoga, Holešov
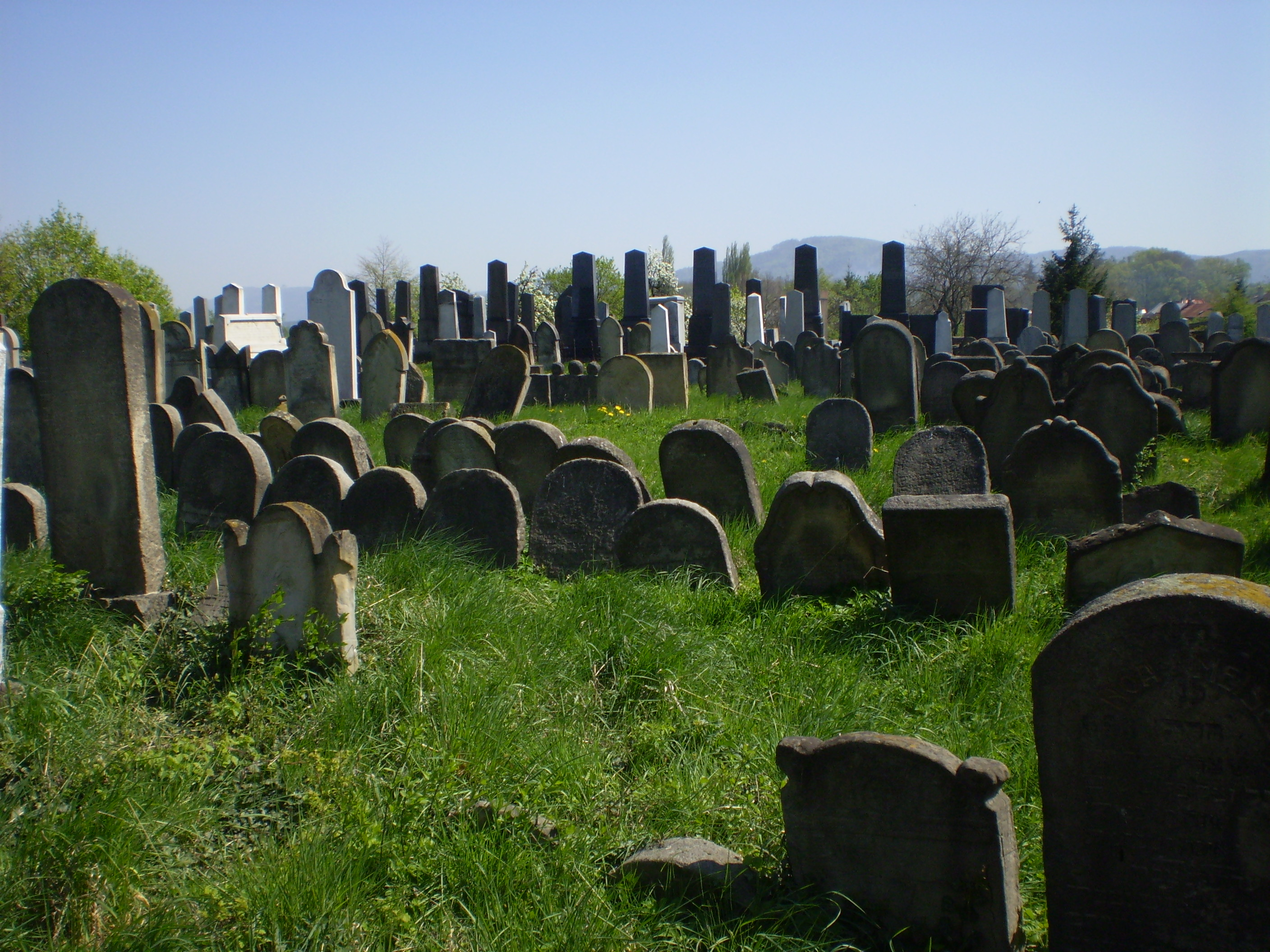
Židovský hřbitov, Holešov
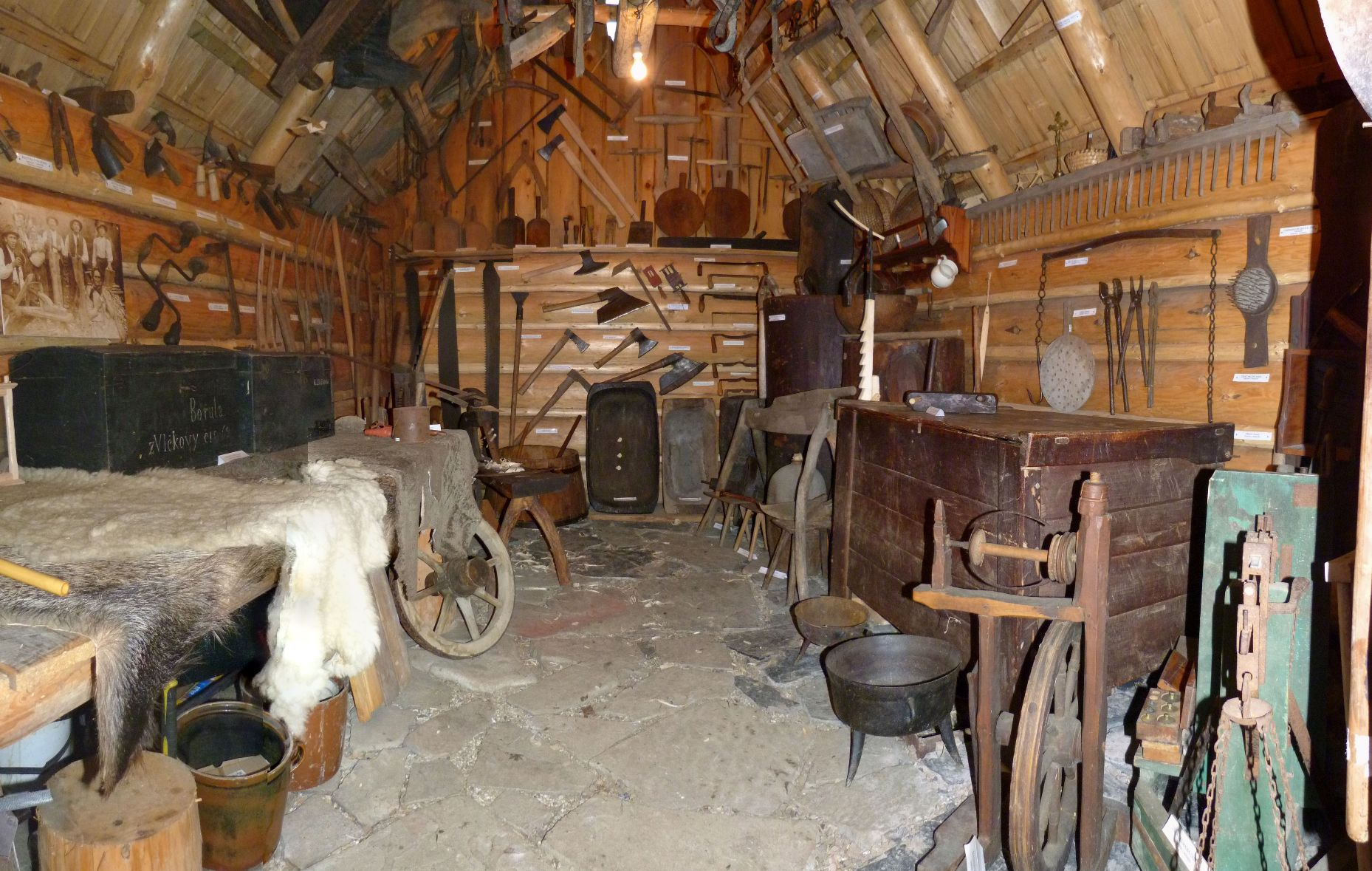
Interiér koliby se sbírkami, Muzeum dřevěného porculánu, Držková
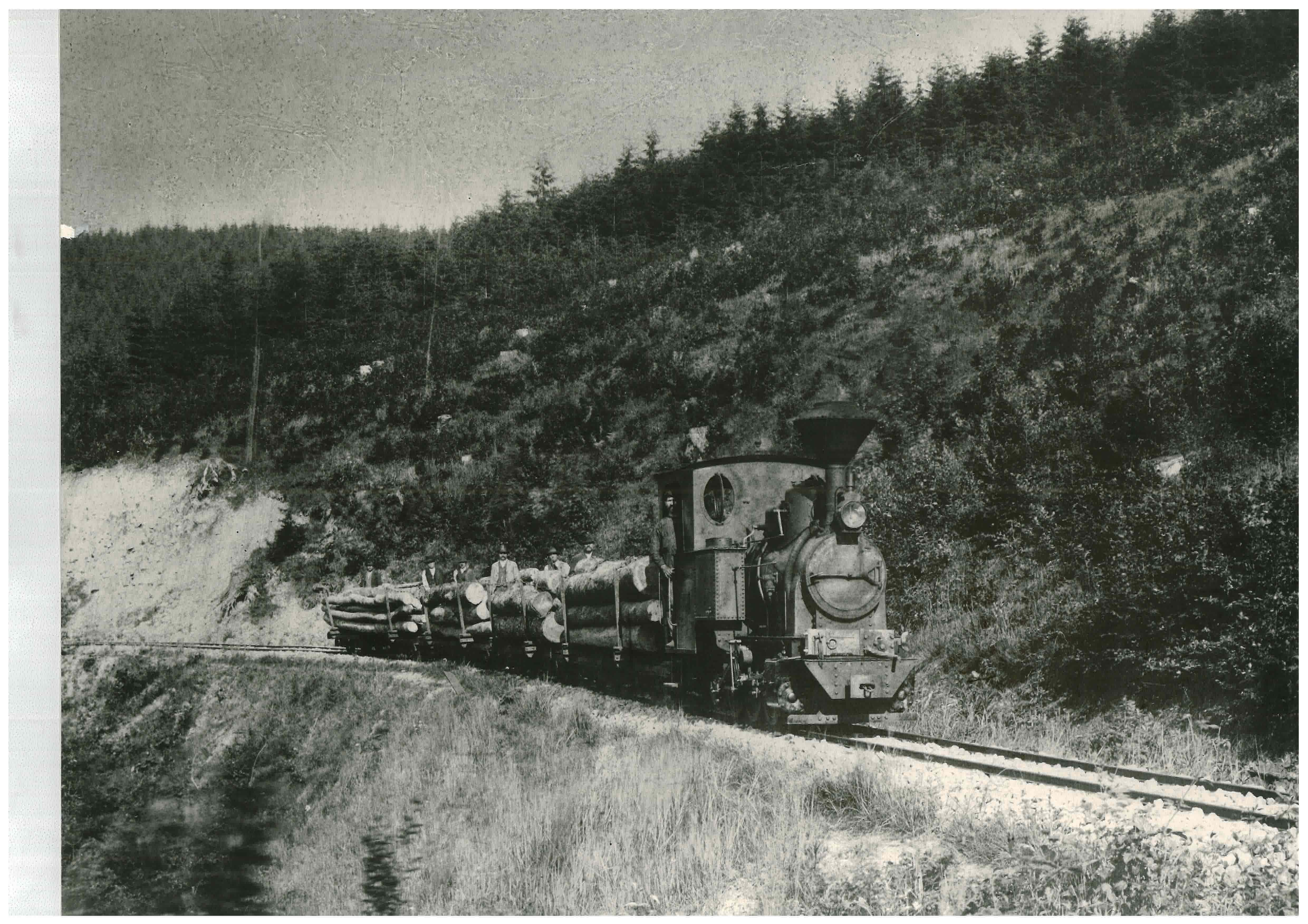
Vlak rajnochovické lesní železnice při zkušební jízdě